# 유진 (대향후)
유진(劉畛, ? ~ ?)은 전한 말기의 제후로, 치천효왕의 아들이다.

## 행적
원연 2년(기원전 11년), 대향후(臺鄕侯)에 봉해졌다.
대향후 진 18년(8년), 전한이 멸망하여 작위가 박탈되었다.

## 출전
- 반고, 《한서》 권15하 왕자후표 下

| 선대 (첫 봉건) | 전한의 대향후 기원전 11년 정월 계묘일 ~ 기원후 8년 | 후대 (전한 멸망) |